# ¡Democracia Real YA!
¡Democracia Real YA!, (en català Democràcia Real Ja!), és un moviment ciutadà no partidista que va sorgir a l'Estat espanyol l'any 2011, iniciant protestes a seixanta poblacions espanyoles, estenent-se posteriorment a altres països.

## Plataforma ¡Democracia Real YA!

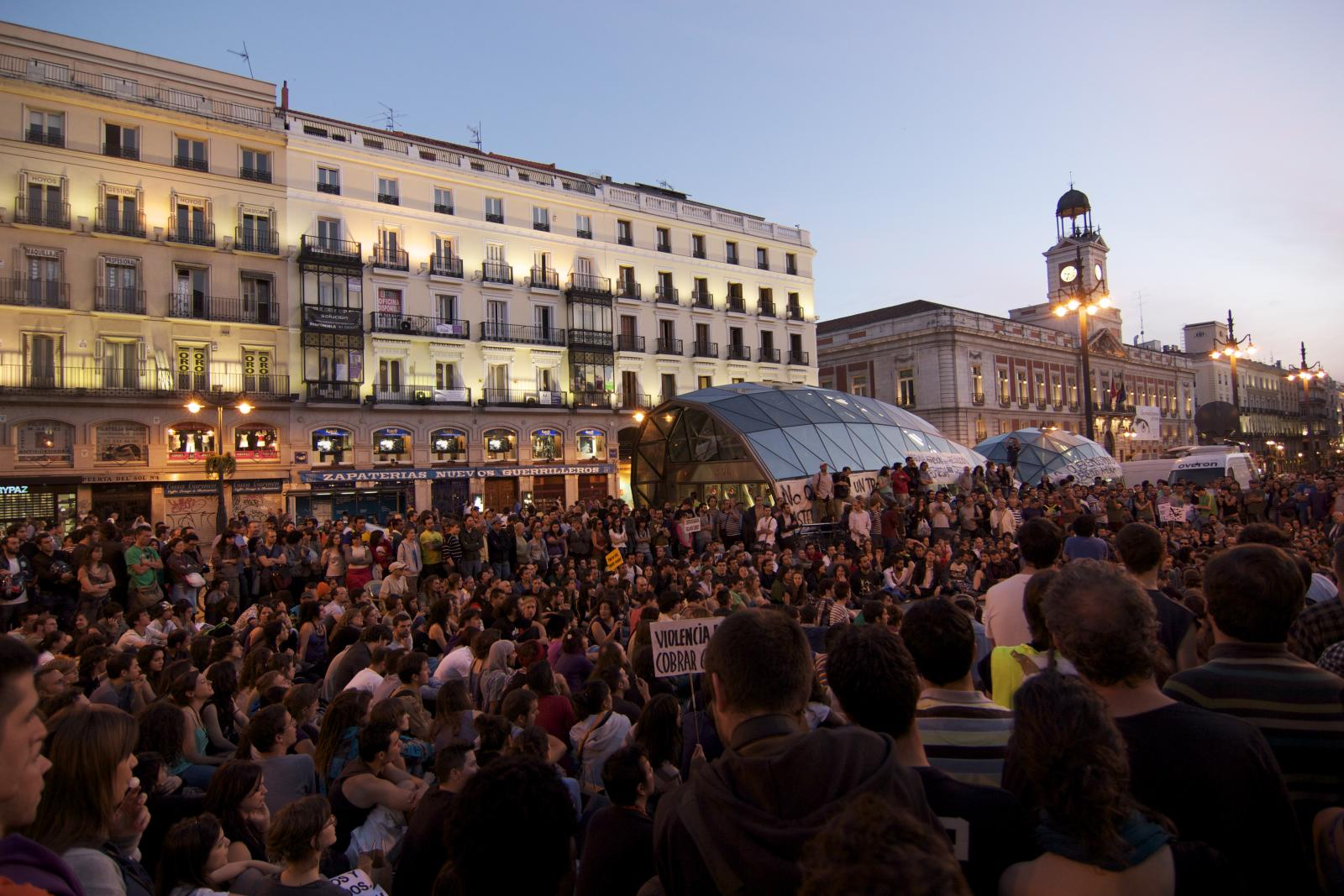
Manifestació a la Puerta del Sol de Madrid el 15 de maig de 2011.

El moviment va néixer a internet a les xarxes socials, en considerar que els ciutadans no estan representats ni tampoc són escoltats pels polítics dels grans partits que governen en l'actualitat a Espanya, per la qual cosa exigeixen una modificació real i aviat del rumb de les polítiques socials i econòmiques que van portar a taxes rècord de desocupació i precarietat laboral en el darrer període democràtic, especialment dins el context de la crisi econòmica de 2008-2011. Aquest col·lectiu denuncia a més les pràctiques de les grans corporacions i els lobbys darrere el bipartidisme que emparen el PP i el PSOE. Aquest moviment és de caràcter pacífic i contrari a formar part de qualsevol ideologia; opta també per un canvi del sistema a aconseguir dins el mateix sistema, és a dir que no es consideren un moviment antisistema. En general els partits conservadors consideren que és un moviment d'esquerres. La Junta Electoral Central va decidir el dia 20 de maig de 2011 que aquestes manifestacions eren contràries a la legalitat a partir de les 0:00 hores de dissabte 21 de maig (jornada de reflexió) fins a les 24:00 hores de diumenge 22 de maig de 2011 (jornada electoral) i que els manifestants podrien ser desallotjats per la policia.
L'abril de 2012 alguns dels promotors inicials del moviment, després d'una Assemblea General Extraordinària de la Plataforma celebrada a Leganés, es van separar del moviment anunciant la creació d'una estructura organitzativa i una normativa en forma d'Associació, que prenia el mateix nom, Associació democràcia Reial Ja, el que va provocar el rebuig de part de la resta dels integrants del moviment. D'aquesta manera, actualment hi ha en actiu la plataforma Democràcia Real JA! per una banda, i l'associació DRY per una altra.
El moviment, a banda de persones individuals, està també integrat per unes 200 microassociacions i organitzacions, com ara:
- NoLesVotes
- Plataforma de Afectados por la Hipoteca
- Asociación Nacional de Desempleados (ADESORG)
- Attac España
- Ecologistes en Acció

## Escissió plataforma i associació
En una assemblea celebrada a Madrid els dies 21 i 22 d'abril, es va proposar convertir la plataforma en una associació. Al no haver-hi consens, una part de la plataforma on estaven alguns dels promotors inicials del moviment, es van escindir i van crear l'associació DRY, deslligant-se per tant de la plataforma. Els nodes que van donar suport a la plataforma van ser: DRY la Corunya, DRY Alacant, DRY Araba, DRY Astúries, DRY Barcelona, DRY Ct4.0, DRY Castro Urdiales, DRY Ciudad Real, DRY Compostel·la, DRY Granada, DRY Gran Canària, DRY Guipúscoa, DRY Huelva, DRY Jerez, DRY Lebrija, DRY Madrid, DRY Màlaga, DRY Mallorca, DRY Mèrida, DRY Múrcia, DRY Ourense, DRY Sevilla, DRY Toledo, DRY València, DRY Valladolid, i DRY Brasil.
D'altra banda, els nodes que van donar suport l'associació van ser DRY Saragossa, DRY Vigo i DRY Tenerife. Els que es van mantenir en la plataforma, defensen que a la II Assemblea estatal, celebrada a Màlaga l'estiu de 2011, es va consensuar que DRY no adoptaria cap forma jurídica, ja que contradeia els seus principis. Els membres de la plataforma defensen que «DRY no és una marca, DRY és una idea, uns valors, uns principis i uns objectius polítics i socials d'acord amb la radicalitat democràtica: una democràcia participativa, horitzontal i directa, per una democràcia real ja ! ».
Els creadors de l'associació defensen la creació d'una associació sense ànim de lucre amb una forma jurídica, per buscar "exercir una pressió coordinada" sobre les institucions 'i "recuperar l'esperit original del 15-M". En produir-se l'escissió, la pàgina de Facebook va quedar en mans de la nova associació, mentre que el compte de twitter en mans de la plataforma.

## Asociación Democracia Real Ya
L'asociación Democracia Real Ya, (en català associació Demòcracia Real Ja),asociación DRY o aDRY és una associació nascuda com a escissió de la Plataforma Democràcia Real YA!. Va ser creada per diversos portaveus i membres que van abandonar la plataforma Democràcia Real YA!, sent la majoria d'ells promotors inicials d'aquesta plataforma. L'associació es defineix com apartidista, asindicalista, no violenta i sense ànim de lucre. L'abril de 2012 diversos membres de la Plataforma Democràcia Real JA! van sol·licitar la celebració d'una Assemblea General Extraordinària, per tal de convertir la plataforma en una associació. Arran d'aquesta assemblea va sorgir un nou mecanisme de treball: una associació, que prenia el mateix nom, Associació Democràcia Reial Ja, amb normativa, reglament i objectius definits, fonamentats en els fonaments de la plataforma, que va ser creada per alguns dels promotors inicials del moviment. La creació d'aquesta associació també va provocar el rebuig de part de la resta d'integrants del moviment, que continuen a la plataforma.
L'objectiu de l'associació és crear un "lobby ciutadà" i aconseguir traduir la veu del carrer en propostes, com iniciatives legislatives populars, entre d'altres, que tinguin cabuda en l'espai polític. Els seus membres són ciutadans indignats de tots els colors polítics (o sense) units per la seva denúncia a uns governs que han donat l'esquena a la democràcia real en pro dels interessos d'una minoria". En un comunicat asseguren que "no som ni d'esquerres ni de dretes, som els de baix i anem pels de dalt".